# Жилец вершин
«Жилец вершин» — альбом российской группы АукцЫон, записанный совместно с бардом Алексеем «Хвостом» Хвостенко на студии ЛСД-Фильм в 1995 году.
Все тексты написаны поэтом серебряного века Велимиром Хлебниковым.
Идея записать альбом с песнями на стихи Велимира Хлебникова принадлежала Алексею Хвостенко:

Идея-то, конечно, хвостовская… И поначалу нам просто дикой показалась. Причём у самого Хвоста в голове эта идея сидела довольно давно, она была, что ли, мечтой его детства (если я правильно понимаю). Он ещё года два назад нам твердил, мол, мы тут с Толей Герасимовым уже сделали песню на стихи Хлебникова, а хотелось бы записать целый альбом, давайте попробуем… И как-то в Мюнхене, у Волохонских, он мне завел песню ту, что у них вдвоем получилась. Поначалу я чуть с ума не сошёл…

В основу песни «Кузнечик»  было положено одноимённое стихотворение, опубликованное в 1912 году. Песню, как позднее вспоминал лидер АукцЫона, Леонид Фёдоров, придумал саксофонист Анатолий Герасимов, а «доделывала» уже вся группа.
На песню «Призраки» режиссёром Сергеем Зезюльковым был снят видеоклип. В 2005 году он вышел на DVD «Как слышится, так и пишется».
После записи альбома осенью группу покинул переехавший в Канаду гитарист Дмитрий Матковский.
По признанию Леонида Фёдорова, «из аукцыоновских альбомов есть только два, в которых я бы вообще ничего не менял, — „Чайник вина“ и „Жилец вершин“. Вот они абсолютно адекватно записаны — и вообще за них не стыдно».

## Список композиций
Стихи Велемира Хлебникова, музыка группы АукцЫон, кроме 9 — музыка Анатолий Герасимов и АукцЫон
1. Мешок. Бобэоби (3:44)
2. Благовест (2:58)
3. Иверни, Выверни (2:40)
4. Три и два (2:15)
5. Призраки (4:37)
6. Гроб (1:49)
7. Утопленники (4:10)
8. Могатырь (4:44)
9. Кузнечик (2:54)
10. Боги (2:48)
11. Чудовище (2:15)
12. Боги II (1:50)
13. Нега-Неголь (7:36)
14. Весёлое Место (1:19)
15. Бобэоби (2:59)

## Участники записи
- Алексей Хвостенко (Хвост) — вокал, речитатив
- Татьяна Рубанова — вокал
- Леонид Фёдоров — вокал, подпевки, акустическая гитара, электрогитара, фортепиано, перкуссия
- Дмитрий Матковский — акустическая гитара, электрогитара, гавайская гитара, перкуссия, тампура, индийская арфочка
- Виктор Бондарик — бас, акустическая гитара
- Анатолий Герасимов — флейты, саксофон
- Николай Рубанов — саксофон, фортепиано, синтезатор, бас-кларнет, перкуссия, египетская тростниковая дудочка
- Павел Литвинов — перкуссия, подпевки
- Борис Шавейников — барабаны, перкуссия
- Александр Абдулов — табла
- Олег Васильев — труба
- Михаил Коловский — туба
- Пётр Акимов — виолончель
- Девушка, приведенная Хвостом - мужской голос
- Дмитрий Каховский — неизвестный струнный марокканский инструмент (5)
- Дмитрий Озерский — подпевки, речитатив (1, 2, 6, 8, 10, 12, 14)